# (GI)
(GI) (Germs Incognito) ist das 1979 erschienene einzige Studioalbum der US-amerikanischen Punkband Germs. Das mit geringem Budget von Joan Jett produzierte Album gilt heute als ein Klassiker des Genres und Vorläufer des Hardcore Punk. Germs-Frontmann und Leadsänger Darby Crash, der sämtliche Texte beisteuerte, nahm sich ein Jahr nach Veröffentlichung der LP das Leben.

## Produktion
Nach der Single Forming (1977), der drei Titel umfassenden EP Lexicon Devil (1978) und Beiträgen zum von Chris D. produzierten Genre-Sampler Tooth and Nail (1978) stellte (GI) die vierte Studioaufnahme der Germs dar. Danach fand sich die Band nur noch einmal für Aufnahmen zum Al-Pacino-Film Cruising im Studio ein.
Die Sessions zu (GI) mit Toningenieur Pat Burnett fanden in einem kleinen Studio in Los Angeles statt und dauerten etwa drei Wochen.
Als Produzentin konnte Joan Jett verpflichtet werden, die zu jener Zeit bereits beträchtliche Erfolge mit ihrer Band The Runaways vorzuweisen hatte. Darby Crashs Wunschkandidat Mark Lindsay erwies sich als zu teuer für das Label. Die Kosten für die Produktion beliefen sich laut Slash Records auf 6000 Dollar.
Zum Unmut von Darby Crash wurden die Einnahmen aus dem Plattenverkauf nicht in eine Weiterarbeit mit den Germs, sondern in einen Vertrag mit der rivalisierenden Band X investiert. Das Album erwies sich damit nicht als das erhoffte Karrieresprungbrett, vor allem auch, weil die Germs bereits wenige Monate später aufgrund gewaltvoller Ausschreitungen während ihrer Konzerte aus allen Klubs in L.A. und Umgebung verbannt worden waren.

## Titelliste
Alle Stücke wurden von Darby Crash und Pat Smear komponiert.

### A-Seite
1. What We Do Is Secret – 0:43
2. Communist Eyes – 2:15
3. Land of Treason – 2:09
4. Richie Dagger’s Crime – 1:56
5. Strange Notes – 1:52
6. American Leather – 1:11
7. Lexicon Devil – 1:44
8. Manimal – 2:11
9. Our Way – 1:56
10. We Must Bleed – 3:05

### B-Seite
1. Media Blitz – 1:29
2. The Other Newest One – 2:44
3. Let’s Pretend – 2:34
4. Dragon Lady – 1:39
5. The Slave – 1:01
6. Shut Down (Annihilation Man) (Live) – 9:40
7. Caught in My Eye – 3:25 (nur auf CD- und Kassettenversion)

## Rezeption
Bei Veröffentlichung von der Kritik noch kaum wahrgenommen, wird (GI) mittlerweile als Genreklassiker angesehen. Allmusic fasste die LP als „Explosion selbstzerfetzenden L.A. Punks“ zusammen und lobte neben Musik und Texten auch die ursprünglich als „dünn“ kritisierte Produktion. Der Rolling Stone listete das Album 2016 auf Platz 28 der 40 Greatest Punk Albums of All Time sowie auf Platz 16 der 40 Greatest One-Album Wonders. Obwohl es unmöglich sei, das Chaos eines Germs-Konzerts auf Platte festzuhalten, gelänge es Produzentin Joan Jett Punk am „rücksichtslosen und selbstzerstörerischen Höhepunkt“ einzufangen. Darby Crashs poetischer Spott transportiere den Nihilismus seiner britischen Vorbilder, während das Spiel seiner Bandkollegen mit einer Geschwindigkeit, die die Ramones wie „schäbige Bummler“ aussehen ließe, eine Transformation hin zum Hardcore Punk vollziehe.
Das simple Artwork gilt ebenso als bemerkenswert. Ihm wird zugeschrieben, die grafische Revolution im Punk von der in der Londoner Szene populären Covergestaltung im Erpresserbrief-Layout wegbewegt zu haben. Robert Dimery nahm das Album in sein Buch 1001 Albums You Must Hear Before You Die auf.